# Dentition

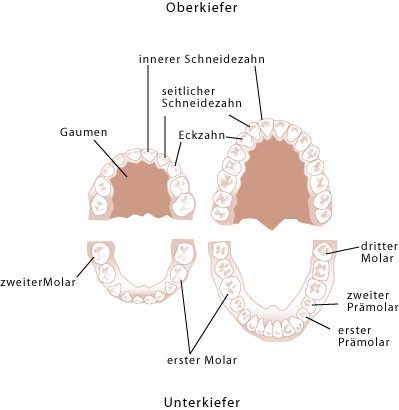
Milchgebiss und Erwachsenengebiss im Vergleich

Dentition (von lat. dentire „zahnen“) oder Zahnung ist der Durchbruch von Zähnen aus dem Kiefer in die Mundhöhle. Das Gebiss des Menschen und der meisten Säugetiere durchläuft zwei Dentitionen (Diphyodontie).

## Physiologie
Der Durchbruch der Zähne ist zeitlich auf das allgemeine Körperwachstum und die Größenverhältnisse von Kiefer und Gesichtsschädel abgestimmt. Die Zähne des Milchgebisses benötigen bis zur vollständigen Entwicklung etwa 2 bis 4 Jahre, die Zähne des bleibenden Gebisses durchschnittlich 12 Jahre. Einwurzelige Zähne wie die Front- und vor allem die Eckzähne sind zu Beginn der Wurzelbildung sehr tief im Kieferknochen eingelagert, mehrwurzelige Zähne liegen weniger tief in den Alveolen.
Die Resorptionsvorgänge (Abbau) der Zahnwurzeln beginnen bei Milchzähnen schon unmittelbar nach Abschluss ihrer Wurzelbildung. Der eigentlichen Auflösung der Milchzahnwurzeln geht dabei immer die Auflösung des umgebenden Alveolarknochens und des Zahnhalteapparats voraus. Die Hartsubstanzen werden von Osteoklasten und Dentoklasten abgebaut, die Gewebestrukturen der Wurzelhaut von Fibroblasten und Fresszellen aufgelöst.

## Durchbruchsphasen
Die nachfolgende Tabelle ermöglicht einen ersten Überblick über die unterschiedlichen Durchbruchsphasen der Zähne. Die Jahresangaben sind Richtwerte und sollten nicht als feste Vorgaben für einzelne Individuen angesehen werden.
| Lebensjahr | 1.–2,5.                                   | 2,5.–6.                      | 6.–9.                                                  | 9.–10.                     | 10.–14.                   |
| ---------- | ----------------------------------------- | ---------------------------- | ------------------------------------------------------ | -------------------------- | ------------------------- |
|            | Erste Dentition Durchbruch der Milchzähne | Nutzungsphase der Milchzähne | Erste Wechselgebissphase (6-Jahr-Molar, Schneidezähne) | Ruhephase des Zahnwechsels | Zweite Wechselgebissphase |

### Erste (lacteale) Dentition
Der Durchbruch der Milchzähne (Latein: dentes decidui, (von latein: dens ‚Zahn‘, und decidere ‚hinfallen‘)) erfolgt beim Menschen zwischen dem 6. und 30. Lebensmonat normalerweise kontinuierlich von mesial (zur Mitte des Zahnbogens) nach distal (von der Mitte des Zahnbogens weg). Der erste Milchzahn, der bei dem etwa halbjährigen Kind durchtritt, ist im Allgemeinen ein mittlerer unterer Schneidezahn. Es folgen die oberen mittleren Schneidezähne, die seitlichen Schneidezähne, die Milcheckzähne, die ersten Milchmolaren und zuletzt die zweiten Milchmolaren. Das Zahnen kann schmerzhaft und manchmal mit Fieberschüben verbunden sein. Nach dem Durchtritt der Milchschneidezähne haben die unbezahnten distalen Alveolarfortsätze noch Kontakt. Dieser Kontakt geht mit dem Durchtritt des ersten Milchmolaren verloren (erste physiologische Bisshebung).
Hauptartikel zur ersten Dentition: Milchgebiss

### Zweite (permanente) Dentition (Zahnwechsel)

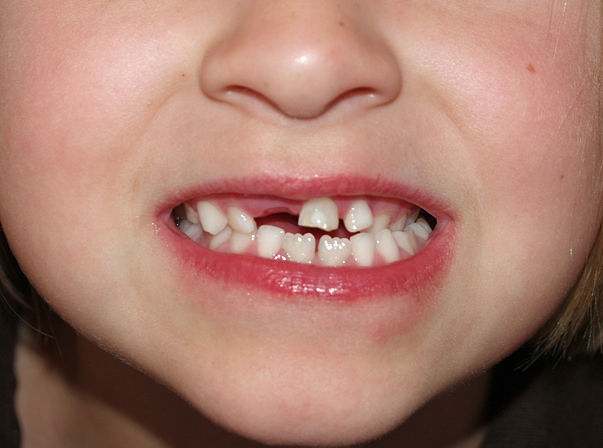
Zahnwechsel: Ein oberer Milchschneidezahn (Zahn 51) ist herausgefallen. Die unteren mittleren bleibenden Schneidezähne (Zähne 31 und 41) sind durchgebrochen. Nebenbefund: einseitiger Kreuzbiss links.

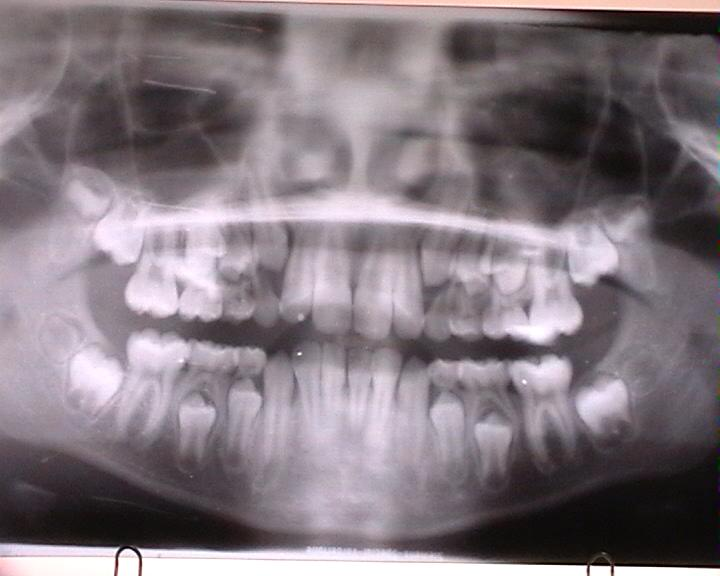
Wechselgebiss (OPG)

Der Durchbruch der bleibenden Zähne (Latein: dentes permanentes, (von latein: dens ‚Zahn‘, und permanere ‚verbleiben‘)) erfolgt beim Menschen zwischen dem 6. und 14. Lebensjahr ebenfalls von vorne beginnend. Eine Ausnahme bilden die Weisheitszähne, die erst im Erwachsenenalter (bzw. im Alter von 16–30 Jahren) durchbrechen, sofern sie überhaupt angelegt sind.
Die ersten Molaren (sogenannte Sechsjahrmolaren) brechen meist vor allen anderen bleibenden Zähnen durch und weil sie in der Regel schon vor dem Verlust der Milchschneidezähne durchbrechen (daher auch Sechsjahrmolar genannt), werden sie von Laien oft als verspätete Milchzähne angesehen. Als solche werden sie bei der Zahnpflege oft vernachlässigt („die fallen ja doch aus“) und nehmen somit oft schon sehr früh Schaden. Da Milch-Eckzahn und Milchmolaren in der Summe breiter sind als der bleibende Eckzahn und die Prämolaren, ergibt sich in diesem Bereich während des Zahnwechsels ein Platzgewinn, der Leeway Space genannt wird.
Die Tabelle gibt die durchschnittlichen Durchbruchszeiten der bleibenden Zähne wieder:
| Zähne                               | OK-Zähne | UK-Zähne | Lebensjahr |
| ----------------------------------- | -------- | -------- | ---------- |
| 1. Molar                            | 16, 26   | 36, 46   | 06.–7.     |
| Mittlerer Schneidezahn (Incisivus)  | 11, 21   | 31, 41   | 06.–8.     |
| Seitlicher Schneidezahn (Incisivus) | 12, 22   | 32, 42   | 08.–9.     |
| Eckzahn (Caninus) im Unterkiefer    |          | 33, 43   | 09.–11.    |
| 1. Prämolar                         | 14, 24   | 34, 44   | 10.–12.    |
| Eckzahn (Caninus) im Oberkiefer     | 13, 23   |          | 11.–13.    |
| 2. Prämolar                         | 15, 25   | 35, 45   | 11.–13.    |
| 2. Molar                            | 17, 27   | 37, 47   | 12.–14.    |
| Weisheitszahn                       | 18, 28   | 38, 48   | 17.–30.    |

Zur Zahnbezeichnung siehe: Zahnschema
Insgesamt sind wie im Milchgebiss auch im bleibenden Gebiss die unteren Zähne den oberen normalerweise „einen Schritt voraus“. Bemerkenswert ist die Tatsache, dass im Oberkiefer (nicht jedoch im Unterkiefer) die ersten Prämolaren (4-er) vor den Eckzähnen durchbrechen. Man nennt das den „Sprung um die Ecke“. Dies ermöglicht dem Caninus (3er) vom 1. Prämolar durch eine Einziehung („Kerbe“) an der Mesialfläche in die richtige Stellung geführt zu werden.
Auch bei den bleibenden Zähnen sind hinsichtlich der Durchbruchszeiten Abweichungen möglich, insbesondere, wenn Milchzähne vorzeitig verloren gehen.